# Convenzione di Pechino

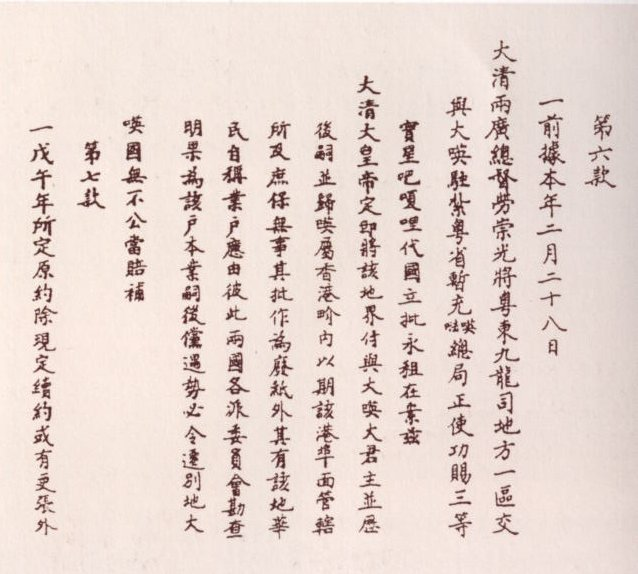
La Convenzione di Pechino in cinese

La convenzione di Pechino (cinese tradizionale: 北京條約; pinyin: Běijīng Tiáoyūe), o prima convenzione di Pechino (18 ottobre 1860), fu un gruppo di trattati stipulati fra il governo della Cina dei Qing e tre potenze europee (Francia, Regno Unito e Impero russo).

## Contesto storico
La firma della convenzione ebbe l'obiettivo di porre fine alla seconda guerra dell'oppio, sotto la pressione diplomatica e militare di Francia e Regno Unito (le cui truppe in quel momento stavano incendiando l'antico Palazzo d'Estate).

## Condizioni
L'articolo 6 del trattato con il Regno Unito stabiliva che la Cina avrebbe concesso ai britannici, in perpetuo, l'isola di Stonecutter e la parte meridionale della penisola di Kowloon a sud dell'attuale Boundary Street. Questi territori si aggiungevano a Hong Kong, fatta oggetto di cessione nel 1842 con il trattato di Nanchino.

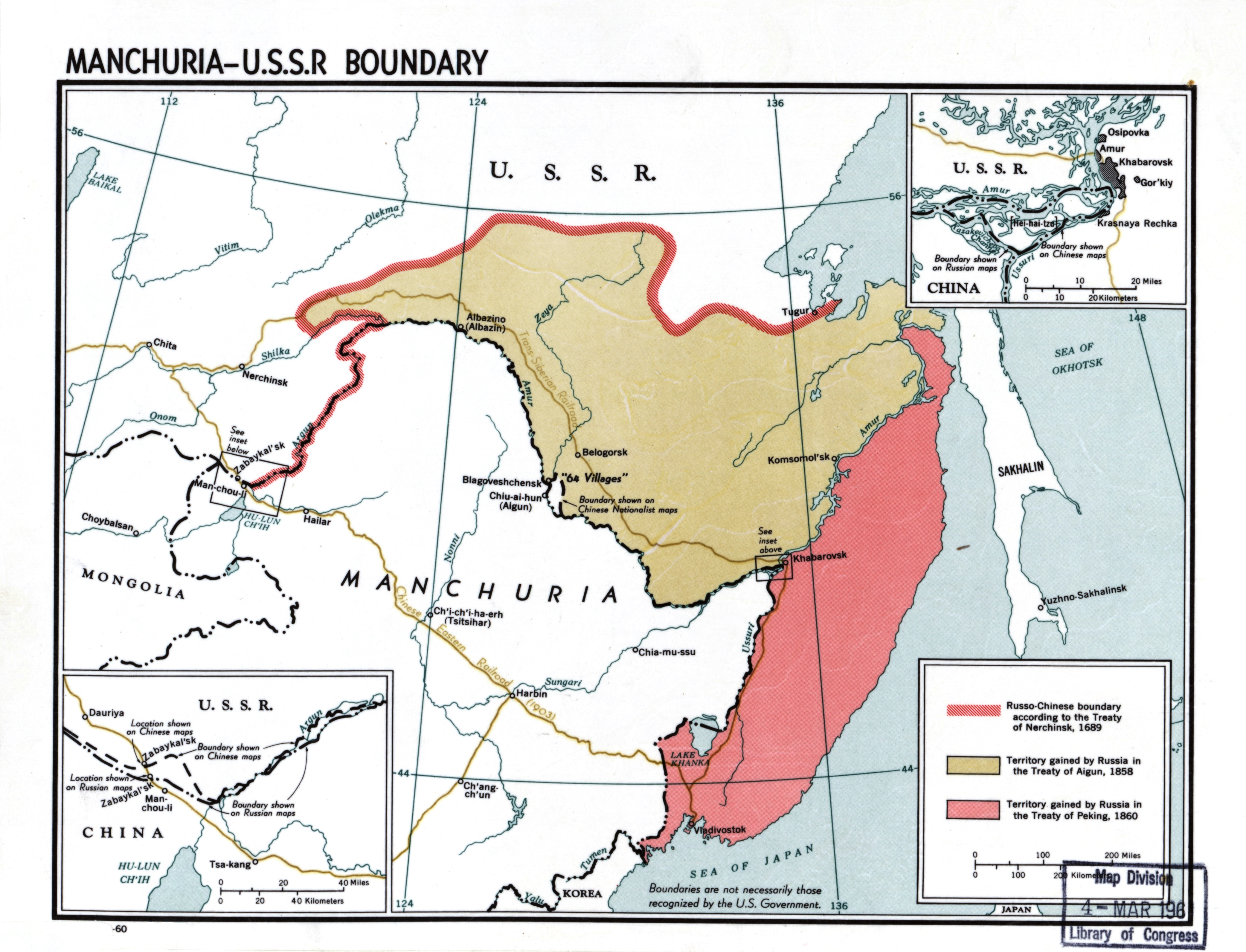
I territori ceduti alla Russia

 All'Impero russo il trattato concedeva parti della Manciuria esterna e il controllo sul territorio dell'Ussuri (parte dell'odierno territorio di Primorje che corrisponde all'antica provincia manciù della Tartaria orientale). 

## Ripercussioni
La convenzione di Pechino sarebbe stata considerata dai cinesi uno dei tanti trattati ineguali loro imposti dalle potenze straniere fra il XIX secolo e gli inizi del XX.
Kowloon sarebbe rimasta a lungo un possedimento britannico. I governi del Regno Unito e della Repubblica Popolare Cinese stilarono solo nel 1984 una dichiarazione congiunta che previde il ritorno alla Cina dell'isola di Hong Kong e della penisola di Kowloon il 1º luglio 1997.